# Goniothalamus peduncularis
Goniothalamus peduncularis är en kirimojaväxtart som beskrevs av George King och David Prain. Goniothalamus peduncularis ingår i släktet Goniothalamus och familjen kirimojaväxter. Inga underarter finns listade i Catalogue of Life.